# Твид (река)
Твид (енгл. River Tweed) је река у Уједињеном Краљевству, у Енглеској. Дуга је 155 km. Улива се у Северно море. 